# Палмоцветни
Палмоцветните (Arecales) са разред растения от групата на Покритосеменните.
Таксонът е описан за пръв път от британския математик и ботаник Едуард Бромхед през 1840 година.

## Семейства
- Acristaceae
- Arecaceae – Палмови
- Borassaceae
- Caryotaceae
- Ceroxylaceae
- Chamaedoreaceae
- Coryphaceae
- Geonomataceae
- Iriarteaceae
- Lepidocaryaceae
- Malortieaceae
- Manicariaceae
- Nypaceae
- Phoenicaceae
- Phytelephantaceae
- Pseudophoenicaceae
- Sabalaceae
- Sagaceae
- Synechanthaceae